# Idrogeno autotrasferito
La catalisi dell'idrogeno autotrasferito, anche detta autotrasferimento d'idrogeno, idrogeno in prestito, attivazione deidrogenativa e attivazione elettronica catalitica, è un concetto catalitico importante. Tale reazione organica è un'estensione dell'idrogenazione per trasferimento (l'atomo H donore appartiene ad un reagente, non in-situ generato dal substrato), è pure un tipo di reazione domino.
Nel ciclo dell'idrogeno in prestito illustrato, si parte da un reagente chimico (substrato inerte) che viene ossidato producendo composti elettrofili (sottrazione di H2) e quindi molto reattivi (substrato reagente) facendoli reagire per dare un composto chimico attivo (substrato prodotto) che viene ridotto (addizione di H2) fornendo un composto inerte.
Tutto ciò avviene sempre su un substrato solido (catalizzatore metallico formato usualmente da complessi dei metalli di transizione del gruppo 10B, rutenio, rodio.Vedi la sezione voci correlate). Il catalizzatore deidrogena il substrato e trasferisce formalmente gli atomi di H a un intermedio insaturo, producendo reazioni che liberano H2O, ma non H2.

## Reazioni

### Ammi(n/d) azione di alcooli
Si basa sull'ossidazione di un substrato inerte con alcol (intermedio) alla corrispondente aldeide tramite un catalizzatore (che "prende" l'idrogeno dal substrato); l'aldeide intermedia reagisce con e.g. un'ammina secondaria in una reazione di condensazione per produrre e.g. una immina, viene ridotta dal catalizzatore nel passo finale per dare e.g. un'ammina terziaria.
Il metodo è ad elevata economia atomica, perché evita l'attivazione dell'alcool (scarso elettrofilo, vedi tosilazione o l'ossidazione di Swern). Possiamo riassumere con la seguente tabella:
| Alcool    | Ammina secondaria | Catalizzatore                     |   | Aldeide | Immina |   | Ammina terziaria |
| --------- | ----------------- | --------------------------------- | - | ------- | ------ | - | ---------------- |
| Idrossile | Ammina secondaria | (Cimene) rutenio dicloruro dimero | → | Aldeide | Immina | → | Ammina terziaria |

### Alcooli come elettrofili per nucleofili organici
Il methodo non è limitato alla preparazione di ammine, ma viene usato pure per formare legami C-C.
Gli alcooli vengono convertiti temporaneamente in composti carbonilici tramite la rimozione dell'idrogeno sul catalizzatore metallico (substrato).
I composti carbonilici sono reattivi in una gamma più ampia di trasformazioni rispetto agli alcooli precursori e possono reagire in situ per dare immine, alcheni, e composti carbonilici α-funzionali. Il catalizzatore metallico, che aveva preso in prestito l'idrogeno, lo ritorna al composto carbonile trasformato, ottenendo un processo completo dove gli alcooli vengono convertiti in ammine, composti con legami C-C, e alcooli β-funzionali.

### Altre
Il riscaldamento a microonde consente alla strategia dell'idrogeno in prestito di formare legami C-N da alcooli e ammine, togliendo il solvente e riducendo i tempi di reazione, mentre i risultati sono paragonabili a quelli che usano il riscaldamento termico.

Anche i composti nitroaromatici possono dare queste reazioni, riducendo il nitro ad ammina e immina dando ammine secondarie.

## Vantaggi e svantaggi
- Nessuna ossidazione o riduzione netta avviene nel ciclo catalitico
- Efficienza atomica elevata
- Esempio di chimica verde - sottoprodotti e sprechi molto piccoli (di solito libera solo acqua)
- Eliminazione delle fluttuazioni inutili dello stato di ossidazione
- Permette l'analisi retrosintetica alternativa
- Richiede alte temperature (110-180 °C)
- Il catalizzatore non deve interferire con i reagenti (non è un problema con i protocolli a 2 fasi)
- La selettività dell'attivazione può essere un problema

## Applicazioni
La metodologia di autotrasferimento dell'idrogeno è stata applicata nella reazione di Knoevenagel, variante della condensazione aldolica.